# Ле-Туш-де-Периньи
Ле-Туш-де-Периньи́ (фр. Les Touches-de-Périgny) — коммуна во Франции, находится в регионе Пуату — Шаранта. Департамент коммуны — Шаранта Приморская. Входит в состав кантона Мата. Округ коммуны — Сен-Жан-д’Анжели.
Код INSEE коммуны 17451.

## Население
Население коммуны на 2010 год составляло 545 человек.
| 1962 | 1968 | 1975 | 1982 | 1990 | 1999 | 2010 |
| ---- | ---- | ---- | ---- | ---- | ---- | ---- |
| 660  | 643  | 578  | 523  | 474  | 494  | 545  |